# Propontonia pellucida
Propontonia pellucida är en kräftdjursart som beskrevs av Bruce 1969. Propontonia pellucida ingår i släktet Propontonia och familjen Palaemonidae. Inga underarter finns listade i Catalogue of Life.